# Aidia merrillii
Aidia merrillii là một loài thực vật có hoa trong họ Thiến thảo. Loài này được (Chun) Tirveng. mô tả khoa học đầu tiên năm 1986.